# Nestorchronik

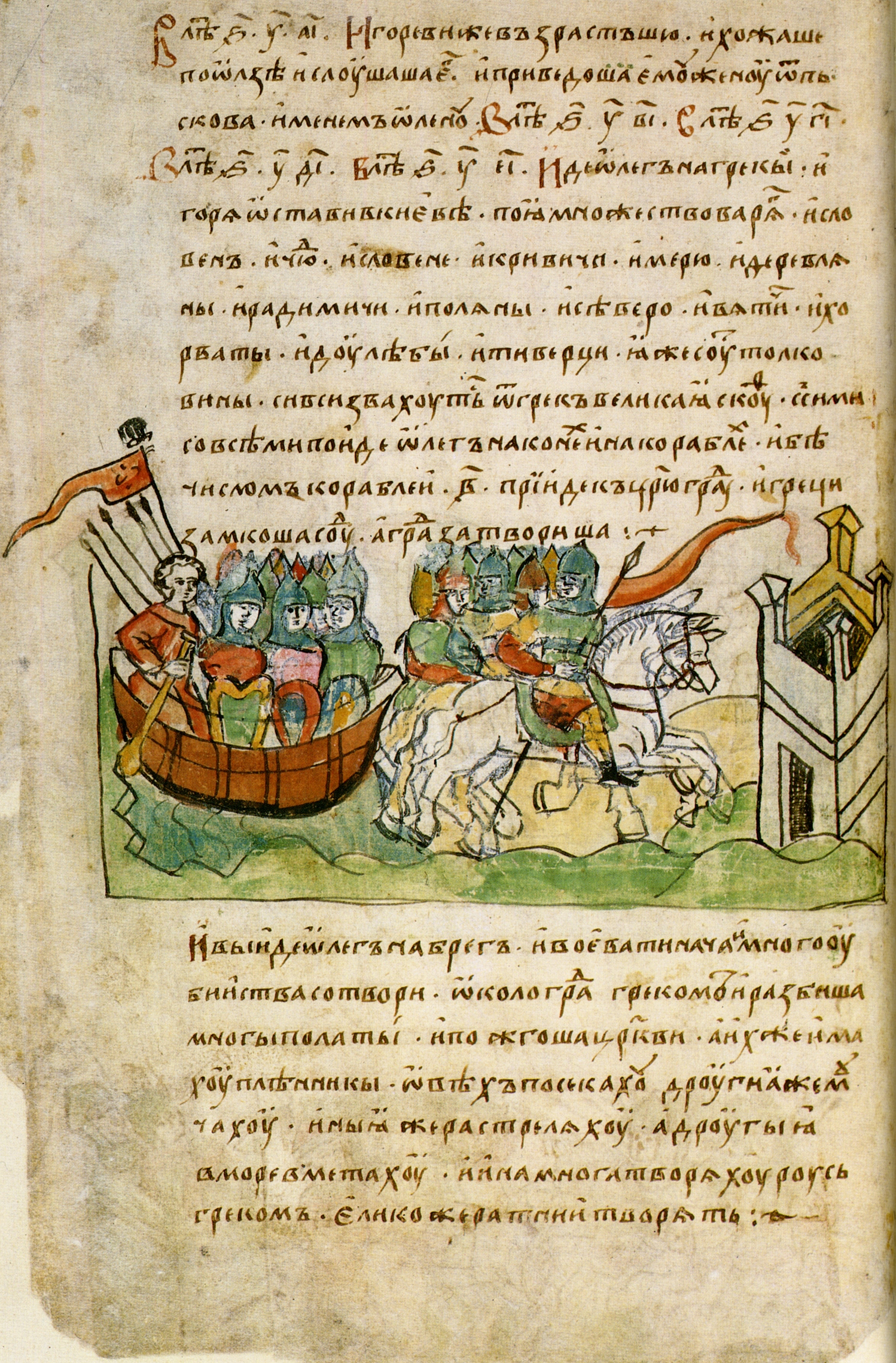
Seite der illustrierten Radziwiłł-Handschrift aus dem 15. Jh.

Die Nestorchronik (auch Nestor-Chronik; altostslawisch Повѣсть времѧньныхъ лѣтъ Pověstĭ vremęnĭnyhŭ lětŭ, „Erzählung der vergangenen Jahre“) ist die älteste erhaltene ostslawische Chronik. Sie ist eine der wichtigsten schriftlichen Quellen für die  Geschichte der Kiewer Rus. Ihre Angaben werden in weiten Teilen von den Erkenntnissen der Archäologie und Onomastik gestützt.

## Überlieferung
Die Nestorchronik wurde zwischen 1113 und 1118 in der Redaktion des Silvester, eines Abtes im Wydubizki-Kloster in Kiew, aus mehreren Quellen kompiliert. Ihr Name rührt daher, dass sie seit etwa 1230 dem Hagiographen Nestor von Kiew zugeschrieben wurde. Doch dies wird heute nicht mehr angenommen, da Nestor um 1085 zwei Heiligenviten über die Fürstensöhne Boris und Gleb sowie den Abt Feodosij des Kiewer Höhlenkloster geschrieben hat, deren Darstellung signifikant von der Darstellung der gleichen Personen in der Chronik abweicht.
Die verbreitetste Fassung wird in der Wissenschaft gewöhnlich „PVL“ genannt, nach den Anfangsworten Povest' vremennych let  (altostslawisch, „Erzählung der vergangenen Jahre“). Die meisten altostslawischen Lokalchroniken schöpften für die Geschichte vor Beginn ihrer Aufzeichnungen direkt oder indirekt aus der PVL. Nur wenige abseits gelegene Klöster konnten ihre Exemplare vor der Brandschatzung der Mongolen bewahren. Aber das Ansehen der Chronisten sorgte für einen regen Austausch der Manuskripte, so dass etwa 2.000 zur Verfügung stehen, die mehr oder weniger aus der letzten Überlieferungsphase schöpfen, zum Beispiel die Hypatiuschronik. Die älteste Chronik ist die erste Novgoroder Chronik nach ihrer ältesten Redaktion („Synodalhandschrift“), sie wurde von drei Schreibern zwischen dem 13. und der Mitte des 14. Jahrhunderts geschrieben. Den gedruckten Ausgaben wird in der Regel die sogenannte Laurentiuschronik zu Grunde gelegt. Da die heute vorliegenden Handschriften größtenteils aus dem 15. bis 17. Jahrhundert stammen, haben sie zahlreiche Überlieferungsstadien hinter sich gebracht. Es gibt noch eine wichtige Chronik, die erste Novgoroder Chronik nach ihrer jüngeren Redaktion (1095-Kompilation), benannt nach dem wahrscheinlichen Jahr der Kompilation, die in einer Fassung aus der Mitte des 15. Jahrhunderts überkommen ist und die teilweise ältere Traditionen als die PVL aufweist.

## Inhalt
Die Chronik beginnt in der damals üblichen Weise in biblischer Zeit, hier mit der Aufteilung der Welt unter die Söhne Noahs und der Zerstreuung von 72 Völkern beim Turmbau zu Babel. Eines davon sollen die Slawen gewesen sein, als deren Urheimat die untere und mittlere Donau angegeben wird. Ausführlich schildert sie die Stämme an der Donau „von den Warägern zu den Griechen“. Dabei lässt sie den Apostel Andreas vom Schwarzen Meer den Dnjepr aufwärts über die Ostsee nach Rom reisen. Bei der Schilderung aller slawischer und nichtslawischer Stämme der Region berichtet sie ausführlich über mythische Herrscher und Sitten der „Poljanen“, zu denen offenbar der Verfasser gehörte. Ab 852 wird der Erzählstoff nach Chronikart auf die einzelnen Jahre aufgeteilt (Die 1095-Kompilation beginnt den jahresweisen Bericht erst mit dem Jahr 920). Unter diesem Jahr kommt es zur ersten Erwähnung der Rus, die er unter diesem Jahr in seinen griechischen Quellen erwähnt findet. Unter dem Jahr 862 berichtet die Fassung der Laurentiuschronik über die Waräger die Einladungslegende (hier mit Anmerkungen in eckigen Klammern):

„Im Jahre 6370 [nach byzantinischer Zeitrechnung; entspricht 862 n. Chr.]: Sie verjagten die Waräger über das Meer und gaben ihnen keinen Tribut und begannen, sich selbst zu regieren. Und es gab unter ihnen kein Recht, und Sippe stand auf gegen Sippe, und es waren unter ihnen Fehden, und sie begannen wider einander zu kämpfen. Und sie sprachen zueinander: ‚Wir wollen uns einen Fürsten suchen, der über uns herrsche und gerecht richte.‘ Und sie gingen über das Meer zu den Warägern, zu den Rus, denn so hießen die Waräger ‚Rus‘, wie andere Schweden heißen, andere Norweger und Angeln, andere Gotländer: so auch diese. Und es sprachen die Rus, die Tschuden [entspricht den Esten], Slowenen [gemeint sind die Ilmenslawen], Kriwitschen und Wes: ‚Unser Land ist groß und reich, doch es ist keine Ordnung in ihm; so kommt über uns herrschen und gebieten.‘ Und die drei Brüder wurden erwählt samt ihren Sippen, und sie nahmen alle Rus mit sich und kamen. Rurik, der ältere, ließ sich in Nowgorod nieder, der zweite Sineus am Weißen See (Belo Osero), der dritte Truwor in Isborsk. Und nach diesen Warägern wurde das Land um Nowgorod ‚Rus‘ genannt, und die Nowgoroder sind vom warägischen Geschlecht, früher nämlich waren sie Slowenen.“

Unter dem Jahr 882 wird die Einigung der Ostslawen unter Oleg und unter den Jahren ab der Mitte des 10. Jahrhunderts über die allmähliche Christianisierung der Rus geschildert. Danach hat Wladimir I. das Christentum zur Staatsreligion gemacht. Unter dessen Söhnen kommt es nach seinem Tod 1015 zu Bruderkämpfen. Boris und Gleb werden auf Befehl des älteren Bruders Svjatopolk ermordet. Jaroslaw, ein anderer Bruder, rächt die Tat und wird Alleinherrscher. Dann wird die Blüte unter seiner Regierung und der Zerfall des Reiches unter seinen Nachkommen berichtet. Hier kommt auch die emotionale Betroffenheit des Chronisten zum Ausdruck. Unter dem Großfürsten Wladimir Monomach von Kiew tritt dann wieder Ruhe ein. Ab 1051 tritt neben die politischen Ereignisse immer stärker das Geschick des Kiewer Höhlenklosters mit seinen Äbten. Eine Nachschrift des Abtes Silvester beendet dann die Chronik.

## Entstehung und Anliegen
Das Werk ist keine buchhalterische Auflistung der Ereignisse, wie es die Annalistik betreibt. Trotz bemerkbarer Bearbeitungsunterbrechungen und verschiedenen Verfassern liegt ein im Groben einheitliches Konzept vor: Die Besonderheit und die heilsgeschichtliche Bedeutung des Volkes soll zum Ausdruck kommen. Gleichzeitig werden die politischen Einheitsfaktoren des Reiches betont: Die Einheit der Sprache, die Einheit der Dynastie und die Einheit der Religion. Sein Herrschaftsideal ist das Seniorat, in dem die erbberechtigten Brüder in den ihnen unterstehenden Reichsteilen herrschen und dem Ältesten die schuldige Ehrerbietung erweisen. Für ihn ist das orthodoxe Christentum deren höchste Form. Der Fürst Wladimir wird bei der Bekehrung vor dem lateinischen Christentum, „deren Glaube unserem gegenüber ein wenig verdreht ist“, gewarnt. So wird die Verteidigung des Reiches auch zur Verteidigung des wahren Glaubens und der Kirche und damit auch zu einem Kreuzzug.
Wenn man die PVL mit den anderen Fassungen vergleicht, so unterscheidet sie untereinander, dass sie die Ereignisse auch den Erfordernissen der jeweiligen Herrschaftslegitimationen anpassen.
Dies zeigt sich an der Bedeutung Nowgorods. Nach der Fassung der PVL in der Laurentiuschronik und der Hypatiuschronik lassen sich Rurik in Nowgorod, Sineus in Beloozero und Truvor in Isborsk nieder. Was Sineus und Truvor angeht, sind sich alle Chroniken einig und deren Orte sind auch als uralte Zentren archäologisch belegt. Auf Nowgorod trifft dies aber nicht zu. Eine Reihe von Handschriften haben demgegenüber eine andere Version: Nach ihnen fuhr Rurik zuerst zu den Slovenen, „bevor er die Festung in Ladoga baute, und er saß in Ladoga“. Danach lag die erste Festung Ruriks in Staraja Ladoga. Nowgorod gründete er erst später. Der kritische Apparat der gedruckten Laurentiuschronik weist aber darauf hin, dass die Laurentiuschronik ursprünglich keine Angabe darüber machte, wo sich Rurik niederließ. Vielmehr hat der Herausgeber der Troickij-Handschrift, die selbst im Brand von 1812 vernichtet wurde, von der aber die ersten Druckbogen erhalten sind, bemerkt, dass die Texte der beiden zwar identisch sind, aber die Bemerkung „in Novgorod“ über den Text nachträglich eingefügt wurde, offenbar ein Nachtrag aus den Handschriften mit der Nowgorod-Version aus dem Ende des 14. und dem Beginn des 15. Jahrhunderts, als Nowgorod über viele Legenden und Mythen seine Unabhängigkeit zu legitimieren suchte. Einer dieser Mythen war, dass Nowgorod das Zentrum des ältesten russischen Staates war. Damals wurde die Chroniken von Nowgorod nach Moskau überführt, wo man die älteste Nowgorod-Version in der Sofija-Chronik aus dem 15. Jahrhundert findet. Zu dieser Zeit wurde Nowgorod auch in die PVL übernommen.
Ein weiteres Beispiel ist das Schicksal Kiews. PVL und die „1095-Kompilation“ haben über die Anfänge des Reiches widersprechende Darstellungen. Nach beiden Manuskripten geschah die Übernahme Kiews durch die Rurikiden auf Kosten der skandinavischen Häuptlinge Askold und Dir. Nach der 1095-Kompilation bestand zwischen den Rurikiden und den Häuptlingen keinerlei Beziehung. In der PVL wird dagegen behauptet, sie seien bei der Einladung zur Herrschaftsübernahme in Ruriks Gefolge, aber nicht aus seiner Familie gewesen, und sie hätten ihn gebeten, nach Konstantinopel ziehen zu dürfen, hätten sich dann aber unterwegs in Kiew niedergelassen. Sowohl in der PVL als auch in der 1095-Kompilation geschah die Machtergreifung der Rurikiden in Kiew durch den gleichen listigen Betrug. In der 1095-Kompilation ist die Eroberung eine unrechtmäßige Gewalttat, in der PVL hatten sich die Häuptlinge unrechtmäßig angeeignet, was eigentlich Oleg und Igor zustand. Die 1095-Kompilation schildert, dass Rurik den Sohn Igor hatte, der sich später den Heerführer Oleg verpflichtete, geht sofort auf die Eroberung Kiews ein und fährt dann fort: „Und Igor saß und regierte in Kiew […] Dieser Igor begann, Festungen zu errichten und Steuern zu erheben.“ PVL hingegen führt Oleg ein, als Rurik stirbt. Rurik überträgt danach die Fürstenwürde und die Vormundschaft über seinen Sohn Igor an Oleg, der hier ein Verwandter Ruriks ist, „da Igor erst ein Knabe war“. Nach PVL ist es Oleg, der Kiew eroberte, und er stellt den Häuptlingen Askold und Dir Igor als Sohn Ruriks und rechtmäßigen Herrscher vor. Der folgende Text ist der gleiche wie in der 1095-Kompilation, nur ist Igor gegen Oleg eingetauscht: „Und Oleg saß und regierte in Kiew […] Dieser Oleg begann, Festungen zu errichten und Steuern zu erheben.“ Nach dieser Geschichte beginnt die 1095-Kompilation mit den jahresweisen Berichten. Unter der Jahreszahl 922 berichtet sie Olegs Tod. PVL hingegen berichtet, dass Oleg bis zu seinem Tode 912 Russland alleine regiert habe. Erst danach habe Igor die Herrschaft übernommen. Unter dem Jahr 903 berichtet die Chronik, Igor sei erwachsen und habe Olga geheiratet.
Textkritische Untersuchungen haben zweifelsfrei ergeben, dass die Version der 1095-Kompilation die ursprüngliche ist. Die Änderungen in PVL werden darauf zurückgeführt, dass die Machtübernahme der Rurikiden in Kiew nachträglich legitimiert werden soll.

## Historischer Wert
Es ist nicht überraschend, dass die Zuverlässigkeit der Nachrichten der PVL mit der zeitlichen Nähe zu ihrer Abfassung zunimmt. Das gilt insbesondere für die Genauigkeit für die Jahre zwischen 1060 und 1116. Für frühere Zeiten sind Ungenauigkeiten und Fehler nachweisbar. Der erste Angriff auf Konstantinopel wird statt auf 860 auf 866 datiert, und die Ankunft der Waräger fand vor 862 statt. Für diese Zeiträume sind auch viele andere Nachrichten unhistorisch, aber andere offensichtlich sehr genau, weil sie zum Beispiel aus Tributlisten übernommen sind, insbesondere die wörtliche Wiedergabe von Verträgen zwischen den Kiewer Fürsten und dem byzantinischen Kaiser. Zuverlässig spiegelt die Chronik auch in ihren sagenhaften und mythischen Informationen das Selbstbewusstsein der geistigen Führungsschicht des Reiches wider.
Doch konnten die Namen von Rurik und seinen Brüdern Sineus und Truvor als skandinavische Namen nachgewiesen werden, die in das Slawische des 9. Jahrhunderts umgesetzt wurden. Dass sich die vor allem ostseefinnischen Stämme im Nordwesten Russlands später in Bruderkriegen zerfleischt und daher von jenseits des Meeres ordnungsstiftende Aristokraten herbeigerufen hätten, ist sicher Legende. Aber auf der anderen Seite ist durchaus glaubhaft, dass die Waräger ihre Herrschaft nicht als Eroberung ansahen. Es wäre auch kaum glaubhaft, dass wenige Tausend Einwanderer bereits um 900 in der Lage gewesen sein sollten, ein großes Reich gegen einen erbitterten Widerstand einheimischer Stämme zu gründen und zu behaupten. Diese müssen wohl den überwiegenden Nutzen einer geordneten Infrastruktur, die die Waräger offenbar schufen, gegenüber den Tributleistungen an diese erkannt haben.

## Nachwirkungen
Die Nestorchronik ist eines der identitätsstiftenden Kulturdokumente Russlands, von Belarus und der Ukraine. Daher konnte es nicht ausbleiben, dass ihre Legitimationsfunktion, die früher zu Änderungen in den Textfassungen geführt hat, auch bei der späteren Deutung der Chronik eine bedeutende Rolle spielte. In diesen Zusammenhang ist auch der Streit zwischen den „Normannisten“ und „Antinormannisten“ einzuordnen: Im 18. Jahrhundert wurde erstmals vermutet, dass die Rus aus Schweden gekommen seien. Diese Behauptung stieß auf den erbitterten Widerstand russischer Patrioten. Sie standen noch unter dem Eindruck des Krieges zwischen dem Zaren Peter I. und König Karl XII. von Schweden und wollten das Werden des russischen Staates keinesfalls von den Schweden hergeleitet wissen. Für sie war das russische Reich eine autochthone Schöpfung. Nach 1800 überzeugte sich die russische Geschichtswissenschaft aber von der „normannistischen“ These. Gewisse Widersprüche der Chronik in Bezug auf die Rus wurden als Ergebnisse der Traditionsgeschichte zwischen den Ereignissen der Einwanderung und der Abfassung der Chronik erkannt. Wenn also in einer Liste nordeuropäischer Völker die Rus als eines unter anderen und nicht als Oberbegriff verwendet wird, dann eben deshalb, weil zur Zeit der Abfassung „Rus“ schon nicht mehr „Nordgermanen“ bedeutete. Daher wird in der Chronik der Begriff „Rus“ einmal als Gesamtbegriff des Kiewer Reiches gebraucht, ein anderes mal werden damit nur die südlichen und südwestlichen Fürstentümer von Kiew bis Tschernigow bezeichnet. Die „Antinormannisten“ hielten diese Gegend für die Wiege des russischen Reiches. In Wahrheit aber waren es die Fürstentümer, deren Hauptaufgabe ab etwa 900 in der Verteidigung des Reiches gegen die Petschenegen bestand. Diese Leistungen der Untertanenstämme für das Reich wurden zu Leistungen für die „Rus“ an der Grenzmark gewertet. Hinzu kommt die rasche Assimilation der skandinavischen Führungsschicht in der zweiten Hälfte des 10. Jahrhunderts. Damit wurden zur Bezeichnung der Nordgermanen neue Begriffe erforderlich. Diese wurden in Kiew nun varjazi (Söldner), in Nowgorod kolbjazi (wohl aus dem skandinavischen kylfingar) genannt. Aber der Ausdruck varjazi hat sich in der Folgezeit allgemein durchgesetzt. Damit geriet aus dem Blickfeld, dass vorher „Rus“ der Ausdruck für die Nordgermanen gewesen war.
Die „Antinormannisten“ hatten bis 1936 in der russischen Geschichtsforschung keine Bedeutung mehr. Als jedoch der Stalinismus die nationalrussischen Traditionen wiederbelebte, wurden ihre Thesen zur offiziellen Lehre, was zu einem Rückschlag in der russischen Forschung führte.
Der Streit zwischen „Normannisten“ und „Antinormannisten“ ist auch heute noch keinesfalls zu Ende – weder in Russland selbst noch international. Die Thesen werden in der Geschichtswissenschaft weiterhin kontrovers diskutiert.

## Übersetzungen
- Ludolf Müller (Hrsg.): Die Nestorchronik. Fink, München 2001 (Digitalisat). [deutsche Übersetzung]
- Die Nestorchronik. Der altrussische Text der Nestorchronik in der Redaktion des Abtes Sil'vestr aus dem Jahre 1116 und ihrer Fortsetzung bis zum Jahre 1305 in der Handschrift des Mönches Lavrentij aus dem Jahre 1377 sowie die Fortsetzung der Suzdaler Chronik bis zum Jahre 1419 nach der Akademiehandschrift, (Forum Slavicum, Bd. 48), München 1977, ISBN 3-7705-1476-9.
- The Russian primary chronicle. Laurentian text, hrsg. von Samuel Hazzard Cross, Cambridge 1953.